# Carlos Murciano
Carlos Murciano González-Arias de Reyna (Arcos de la Frontera, 21 de noviembre de 1931) es un escritor español, que ha destacado como poeta, prosista, traductor, musicólogo, crítico de arte y crítico literario, hermano del también escritor Antonio Murciano. También se le conoce como Carlos Ramón.

## Biografía
Su padre, el industrial Antonio Murciano Mesa, era natural de Málaga, y su madre, María Manuela González-Arias de Reyna, de Utrera. Estudió y ejerció la profesión de perito e intendente mercantil, también como profesor de estas materias. Junto a su hermano mayor, el también poeta Antonio Murciano (1929- ), fundó la revista poética Alcaraván. Colaboró en muchas otras y ha sido muy traducido, ganando, como su hermano, innumerables premios menores y mayores de poesía. Es padre del también poeta Jorge de Arco. Es miembro de numerosas academias de Artes y Letras. Como traductor destacan sus versiones de poesía anglosajona: Mary Madeleva, Richard Eberhart, Langston Hughes, John Berrynan, Anne Sexton, Mary Wilson y varios poetas norteamericanos. Su poesía se caracteriza por la variedad de registros y un constante uso de formas clásicas y ha cultivado también la narrativa, el ensayo y la literatura infantil y juvenil, aunque no el teatro.
Ha escrito más de ochenta libros y, entre sus incontables galardones, cabe destacar tal vez el premio Adonáis de poesía de 1954, el Premio Nacional de Poesía de 1970 por Este claro silencio, el Premio Nacional de literatura infantil y juvenil de 1982 por El mar sigue esperando, el Premio Ciudad de Barcelona por Un día más o menos, el Premio Francisco de Quevedo por Del tiempo y soledad, el Premio San Juan de la Cruz por Diminuto jardín como una araña, el Premio Internacional Antonio Machado de 1997, el Premio Ángaro de Poesía de 2010, el Premio Mossen Alcover de 1964, el Premio Ausiàs March de 1965, el Premio Boscán por Libro de epitafios y el Premio Internacional Atántida del año 2000 por el conjunto de su obra.
Carlos Murciano fue el productor, en el año 1969, del disco LP Diez poetas españoles dicen su poesía deportiva, en la Compañía Discográfica RCA. El disco lleva palabras introductorias del campeón de tenis Manuel Santana. Los diez poetas españoles que, en su propia voz, dicen su poesía deportiva son José Vicente Foix, Gerardo Diego, Manuel Beltrán i Oriola, Federico Muelas, José García Nieto, Leopoldo de Luis, Juan Antonio Villacañas, Manuel Alcántara, el propio Carlos Murciano y Ángel García López.

## Obras

### Lírica
- El alma repartida, Caracas, Lírica Hispana, 1954.
- Viento en la carne, M., Col. Adonais, 1955.
- Poemas tristes a Madia, Arcos de la Frontera, Alcaraván, 1956.
- Ángeles de siempre, Caracas, Lírica hispana, 1958.
- Cuando da el corazón la media noche, Granada, Veleta al sur, 1958.
- Tiempo de ceniza, Santander, La isla de los ratones, 1961.
- Desde la carne al alma, Jerez, La Venencia, 1963.
- Un día más o menos, M., Punta Europa, 1963 (Premio Ciudad de Barcelona 1962)
- La noche que no se duerme, Sevilla, La Muestra, 1964.
- La calle Nueva, Málaga, Ángel Caffarena, 1965.
- Estas cartas que escribo, Málaga, Librería Anticuaria El Guadalhorce, 1966.
- Los años y las sombras, M., Diputación Provincial de Valencia, 1966 (Premio Ausias March).
- Plaza de la memoria (en colaboración con Antonio Murciano), Málaga, Librería Anticuaria El Guadalhorce, 1966.
- Libro de epitafios, B., Instituto de estudios hispánicos, 1967 (Premio Boscán 1966).
- El mar, Las Palmas de Gran Canaria, La fuente que mana y corre, 1968.
- Breviario, Caracas, Poesía de Venezuela, 1969.
- Este claro silencio, M., Cultura Hispánica, 1970 (Premio Nacional de Literatura).
- Veinticinco sonetos, M., Literoy, 1970.
- Clave, Santander, La isla de los ratones, 1972.
- El revés del espejo, Zamora, Ayuntamiento, 1973.
- Antología (1950-1972), 1973.
- Yerba y olvido, León, Col. Provincia, 1977.
- Del tiempo y soledad, M., Ayuntamiento, 1978.
- La noche santa, Palencia, Abad Herrero Ed., 1978.
- Meditación en Socar, M., Fundación Fernando Rielo, 1982.
- Historias de otra edad, Soria, Diputación, 1984.
- La bufanda amarilla (1985).
- Quizá mis lentos ojos, M., Instituto Hispano Árabe de Cultura, 1986.
- Trio para cuerdos, Gijón, Colectivo Multimedia, 1989.
- Sonetos de la otra casa, Endymion, 1996 (Premio de Poesía Feria de Madrid-Jardines del Buen Retiro).
- Un ave azul que vino de las islas del sueño, Ajonjolí, 1996.
- Cuaderno de Es Verger, Cuenca, Diputación, 2000.
- Amatorio, Madrid, Huerga y Fierro editores, 2011.
- Amatorio 2, Madrid, Huerga y Fierro editores, 2015.
- Sonetos para ella, Ars Poetica, 2018.

### Narrativa
- La aguja (1956).
- La escalera (1973).
- Cartas a Tobby (1972).
- Triste canta el búho (1974).
- Las manos en el agua (1981).
- Apriétame la mano más que nunca (1982).
- El mar sigue esperando (1983).

### Ensayo
- Las sombras en la poesía de Pedro Salinas (1962).
- Una monja poeta del siglo XVI. La reverenda madre María de la Antigua (1967).
- Hacia una revisión de Campoamor (1967).
- Algo flota sobre el mundo (1969).
- Hervás y Panduro y los mundos habitados (1971).
- De letras venezolanas (1985).

### Literatura infantil
- Las manos en el agua, 1981, ilustraciones de Fuencisla del Amo.
- El mar sigue esperando, 1982, Premio Nacional de literatura infantil y juvenil.
- La bufanda amarilla, 1986.
- Los libros amigos. Cuadernos para el fomento de la lectura (1987).
- Los habitantes de Llano Lejano, 1987.
- Lirolos, Ciflos y Paranganalios, 1988.
- La niña calendulera, 1989 (seleccionada por la Fundación Germán Sánchez Ruipérez como una de las cien mejores obras de la literatura infantil española del siglo XX).
- Duende o cosa, 1990.
- Tres y otros dos, 1990. Edición de Punto Juvenil que incluye los cuentos Tres, el dragoncito, Ven, ven de Venus y Ferreol.
- Me llamo Pablito, 1995.
- El gigante que perdió una bota, 2001.

### Letra de canciones
- Dime Abuelito (Heidi), 1975[1]

## Reconocimientos
- IV Almagro Íntimo Homenaje dentro del 45 Festival Internacional de Teatro Clásico de Almagro, coordinado por Nieves Fernández Rodríguez, 2022[5]
- Premio Nacional de Bibliofilia en España 2015[6]
- Premio Searus de Poesía 1988[7]
- Premios Ciudad de Alcalá de poesía 1973.[8]